# Austin Bibens-Dirkx
Austin Bibens-Dirkx (nacido como Austin M. Bibens-Dirkx, el 29 de abril de 1985 en Salem, Oregón, Estados Unidos) Es un ex lanzador de béisbol profesional norteamericano. Ha jugado en las Ligas Mayores de Béisbol (MLB) para los Rangers de Texas desde el 2017 hasta el 2018, también para Águilas del Zulia en las temporadas de 2010, 2011 y 2012 de la Liga Venezolana de Béisbol Profesional, en los Leones Uni-President de la Liga de Béisbol Profesional china en 2019 y los Tigres del Licey de la Liga de Béisbol Profesional de la República Dominicana en 2021.

## Inicios
Bibens asistió a la escuela secundaria McNary en Keizer, Oregón, Chemeketa Community College y más tarde a la Universidad de Portland. Fue seleccionado por los Marineros de Seattle en la 16.ª ronda del draft de 2006 de las Grandes Ligas.

## Carrera Profesional

### Marineros de Seatle
Bibens-Dirkx comenzó su carrera profesional en 2006, iniciando su tiempo en las ligas menores entre el equipo Everett AquaSox, equipo de ligas menores  clase A, Wisconsin Timber Rattlers y el equipo Triple-A Tacoma Rainiers. Tuvo un 2-2 combinado con una efectividad de 1.64 y cinco salvamentos en 38 1⁄3 entradas lanzadas. En 2007, Bibens-Dirkx jugó para el equipo de clase A  avanzada High Desert Mavericks de la Liga de California. Tuvo marca de 3-1 con efectividad de 4.42, 26 ponches y ocho salvamentos. Bibens-Dirkx dividió la temporada 2008 entre los High Desert Mavericks y los Peoria Mariners de nivel Rookie. Fue colocado en la lista de lesionados dos veces y comenzó su rehabilitación en Peoria Marines (equipo de liga menor de Los Marineros de Seatle ). Tuvo un combinado de 3-1 con una efectividad de 7.06 en 38 juegos.

### Marineros de Victoria
En 2009, Bibens-Dirkx jugó para los Marineros de Victoria de la Liga Dorada de Baseball.

### Cachorros de Chicago
Los Cachorros de Chicago compraron su contrato a mitad de temporada. Luego fue asignado a los Jefes Peoria (Peronia Chiefs) de Clase A . Bibens-Dirkx terminó la temporada con un récord de 7-2 con efectividad de 2.04, 50 ponches y un salvamento en 12 juegos, ocho aperturas. Permaneció con la organización de los Cachorros durante las siguientes dos temporadas, mientras que también lanzó en temporadas bajas en la Liga Venezolana de Béisbol Profesional con Águilas del Zulia.

### Nacionales de Washington
En enero de 2012, Bibens-Dirkx firmó un contrato de ligas menores con los Nacionales de Washington que incluía una invitación a los entrenamientos de primavera. Lanzó para los Senadores de Harrisburg Doble-A y los Jefes de Syracuse Triple-A en 2012.

### Rockies de Colorado
Después de dejar la organización de los Nacionales, Bibens-Dirkx terminó el 2012 lanzando para los Colorado Springs Sky Sox de Triple-A en la organización de los Rockies de Colorado. Volvió a lanzar en Venezuela con Zulia en la pretemporada.

### Blue Jays de Toronto
Bibens-Dirkx jugó para los High-A Dunedin equipo de Doble A de los Blue Jays y  New Hampshire Fisher Cats en 2013, también con Zulia nuevamente en la temporada baja. En 2014, jugó para New Hampshire y los Buffalo Bisons de Triple-A. Volvió a lanzar en la temporada baja, pero esta vez con Toros del Este en la Liga de Béisbol Profesional Dominicana. Los Azulejos firmaron un contrato de ligas menores en noviembre de 2014 y pasó la temporada 2015 con Buffalo y New Hampshire. El 6 de noviembre de 2015, Bibens-Dirkx eligió agencia libre. Pasó esa temporada baja en Venezuela, esta vez con Tigres de Aragua.

### Lancaster Barnstormers
El 5 de abril de 2016, Bibens-Dirkx firmó con Lancaster Barnstormers de la Liga Atlántica de Béisbol Profesional.

### Rangers de Texas
El 14 de junio de 2016, Bibens-Dirkx firmó un contrato de ligas menores con los Rangers Texas y pasó el resto de la temporada con el equipo de Triple-A Round Rock Express. Luego lanzó nuevamente con Aragua en la temporada baja. Firmó otro contrato de ligas menores con los Rangers el 16 de diciembre de 2016. 
El 7 de mayo de 2017, los Rangers promovieron a Bibens-Dirkx a las ligas mayores. Hizo su debut en las Grandes Ligas el 17 de mayo de 2017, lanzando una entrada y cediendo una carrera limpia. Ponchó a Tommy Joseph para su primer ponche de Grandes Ligas. Fue trasladado a Triple-A el 6 de noviembre de 2017, pero declinó la asignación y se convirtió en agente libre. El 19 de diciembre, firmó un nuevo contrato de ligas menores con los Rangers. Fue asignado al equipo de Triple A Round Rock Express para comenzar la temporada 2018, pero también lanzó 13 juegos con los Rangers durante la temporada. Eligió la agencia libre después de la temporada.

### Leones Uni-President
El 12 de enero de 2019, Bibens-Dirkx firmó con los Leones Uni-President de la Liga de Béisbol Profesional China. Fue liberado el 13 de junio de 2019, ya que Bibens-Dirkx deseaba estar con su esposa en los Estados Unidos, ya que estaba esperando un bebé.

### Rangers de Texas (segundo período)
El 29 de junio de 2019, Bibens-Dirkx firmó un contrato de ligas menores con los  Rangers de Texas y fue asignado a la nueva filial Triple-A del equipo, los Nashville Sounds. Bibens-Dirkx fue liberado por la organización Rangers el 1 de junio de 2020.

### Los Ángeles Dodgers
El 4 de mayo de 2021, Bibens-Dirkx firmó un contrato de ligas menores con la organización Los Ángeles Dodgers. Apareció en 25 juegos (17 como titular) para los Dodgers de la AAA de Oklahoma City y tuvo un récord de 10-6 y efectividad de 5.13.